# ディレンドラナート・ガングリー
ディレンドラナート・ガングリー（Dhirendranath Ganguly、1893年3月26日 - 1978年11月18日）は、インドのベンガル語映画で活動した俳優、映画監督、映画プロデューサー、脚本家。

## 生い立ち
サンティニケタンのタゴール国際大学で学び、ハイデラバードの公立美術学校の校長を務めた。1915年にメイクアップ技術をまとめた写真集『Bhavki Abhibyakti』を発表した。ガングリーはこのメイクアップ技術をイギリス領インド帝国と独立インドの犯罪捜査部に提供している。ガングリー家はバリサルの出身である。

## キャリア

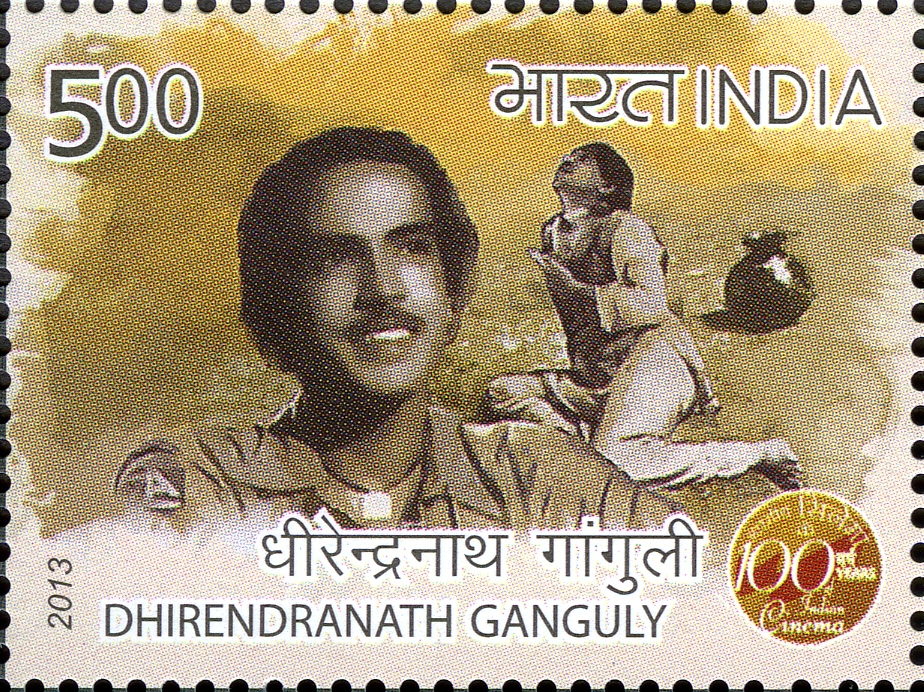
ディレンドラナート・ガングリーの記念切手

ガングリーは『Bhavki Abhibyakti』発表後、ジャムシェドジー・フラムジ・マダンから接触を受け、自身が製作する映画への出資を得た。1918年にマダン・シアターのマネージャーであるニティーシュ・ラヒリと共同でベンガル人が経営する最初の映画製作会社インド・ブリティッシュ・フィルムカンパニーを設立した。1921年に2人は共同監督を務めて『Bilat Ferat』を製作し、1922年には『Yashoda Nandan』『Sadhu Aur Shaitan』を製作した。
ガングリーは新たにロータス・フィルムカンパニーを設立し、ハイデラバードのニザームの援助を得て映画スタジオと映画館2館を建設した。1924年にボンベイで製作された『Razia Begum』を配給したが、同作はヒンドゥー教徒に恋するムスリム王女を題材としていたためニザームを激怒させ、ガングリーはハイデラバードからの退去を命じられてしまう。彼は故郷のカルカッタに戻り、同地でブリティッシュ・ドミニオン・フィルムズを設立し、P・C・ボルアの援助を得て映画製作を続けた。しかし、同社はトーキー映画と新しい音響技術の到来により事業は失敗した。その後はバルアが設立したバルア・ピクチャーズに加わるが、間もなく2人はビレンドラナート・シルカルのニュー・シアターズに加わった。

## フィルモグラフィ

### 監督
- Cartoon (1949)
- Shesh Nibedan (1948)
- Srinkhal (1947)
- Daabi (1943)
- Ahuti (1941)
- Karmakhali (1940)
- Path-Bhule (1940)
- Abhisarika (1938)
- Achin Priya (1938)
- Hal Bangla (1938)
- Country Girl (1936) (Hindi: Dehati Ladki)
- Dwipantar (1936)
- Bidrohi (1935)
- Excuse Me, Sir (1934)
- Halkatha (1934)
- Mastuto Bhai (1934)
- Night Bird (1934)
- Charitraheen (1931)
- Takay Ki Na Hay (1931) (English title: Money Makes What Not)
- Alik Babu (1930) (English title: Master Liar)
- Flames of Flesh (1930) (Bengali title: Kamonar Agun)
- Bimata (1923) (Hindi title: Bijoy Basant, English title: Stepmother)
- Chintamani (1923)
- The Marriage Tonic (1923)
- Sati Simantini (1923)
- Vijay and Basanta (1923)
- Yayati (1923)
- Yashoda Nandan (1922) (Hindi title: Shri Radha Krishna)
- Hara Gouri (1922)
- Indrajeet (1922)
- Lady Teacher (1922)

### 俳優
- Shesh Nibedan (1948)
- Bondita (1945)
- Hal Bangla (1938)
- Excuse Me, Sir (1934)
- Mastuto Bhai (1934)
- Maraner Pare (1931) (English title: After the Death)
- Takay Ki Na Hay (1931) (English title: Money Makes What Not)
- Panchasar (1930) (English title: Blind God / Five Arrows)
- Alik Babu (1930) (English title: Master Liar)
- Shankaracharya (1927)  (English title: Renaissance of Hinduism)
- Yashoda Nandan (1922) (Hindi title: Shri Radha Krishna)
- Lady Teacher (1922)
- Sadhu Aur Shaitan (1922)
- Bilet Pherat (1921) (English title: The England Returned)

### 脚本
- Shesh Nibedan (1948) (screenplay)
- Bilet Pherat (1921) (English title: The England Returned) (writer)

### プロデューサー
- Flames of Flesh (1930) (Bengali title: Kamonar Agun)
- Bilet Pherat (1921) (English title: The England Returned)

## 受賞歴
- パドマ・ブーシャン勲章（1974年）[3]
- ダーダーサーヘブ・パールケー賞（1975年）